# Subdivisões da República da China
A República da China (ROC) atualmente administra duas províncias da China históricas (uma completa e uma pequena parte de um outra) e administra centralmente duas municipalidades diretamente controladas:
- Municipalidade de Taipé
- Província de Taiwan; consiste da ilha de Taiwan, exceto os dois municípios, e mais o Condado Penghu (Ilhas Pescadores) e uma série de ilhas periféricas
  - Doze municípios
  - Três cidades provinciais
- Província de Fujian; constituída por várias ilhas ao largo da China continental:
  - Condado de Quemói
  - parte do Condado Lienchiang, isto é Matsu
- Municipalidade de Kaohsiung (também administram Ilhas Dongsha e Ilha Taiping das Ilhas do Mar do Sul da China)
- Municipalidade de Nova Taipé
- Municipalidade de Taoyuan
- Municipalidade de Taichung
- Municipalidade de Tainan

A ilha de Taiwan contém todas as subdivisões da província de Taiwan menos um condado: 12 condados e todas as 3 cidades de administração provincial. Penghu (como Pescadores) é o único condado da província de Taiwan que não fica em Taiwan. As duas maiores cidades de Taiwan, Taipé e Kaohsiung, muito embora se situem na ilha de Taiwan não fazem parte da província de Taiwan; são municípios administrados centralmente com o mesmo nível das províncias chinesas.